# Buy-in
Buy-in är även en engelsk pokerterm, på svenska inköp.
Buy-in är gruppbeslutsprocess och ledningsfilosofi där individerna erkänns som oberoende av vilken ställning de har inom en grupp eller ett företag. Detta skiljer sig kraftigt mot den annars vanliga processen "uppifrån-och-ner-ledning" där en chef utfärdar en order som förmedlas vidare neråt.
Med Buy-in kan en idé komma från vilket håll som helst. För att idén ska gå igenom måste den "säljas" till de andra i gruppen så att de övertygas om att den är viktig. Sålunda leder det ofta till kraftiga diskussioner vilket senare leder till ett beslut.
I ett företag som arbetar efter buy-in har varje anställd fulla rättigheter att kritisera varje högre chef i vilken fråga som helst. Alla idéer får tas upp och kritiseras av alla i gruppen. Det råder en total avsaknad av en administrativ filtrering.
När väl ett beslut har fattats råder ofta en i princip total enighet och en stark vilja att snabbt förverkliga beslutet. Detta kommer av att alla har varit inblandade och haft betydande roller i beslutsprocessen.